# Rei do Reino Unido de Portugal, Brasil e Algarves
Rei do Reino Unido de Portugal, Brasil e Algarves foi o título do soberano hereditário do Reino Unido de Portugal, Brasil e Algarves. O reino com essa denominação foi criado em 1815, com a elevação do então Estado do Brasil, uma colônia do império ultramarino português, a reino unido com o Reino de Portugal, a metrópole lusa. Com o reconhecimento da independência do Brasil, no tratado do Rio de Janeiro de 1825, o reino passou novamente a denominar-se Reino de Portugal.
O detentor do título era o monarca absoluto, e, inerentemente, também chefe de estado e de governo, do Reino Unido de Portugal, Brasil e Algarves, e de todo o império ultramarino português.
Só houve dois monarcas e ambos pertenciam à Casa de Bragança. Contudo, mesmo sob o reinado de Dona Maria I, por ela estar gravemente doente a nível psicológico e emocional, quem governou efectivamente foi o então Príncipe-regente Dom João Maria de Bragança, depois da morte da mãe, coroado Rei como Dom João VI.

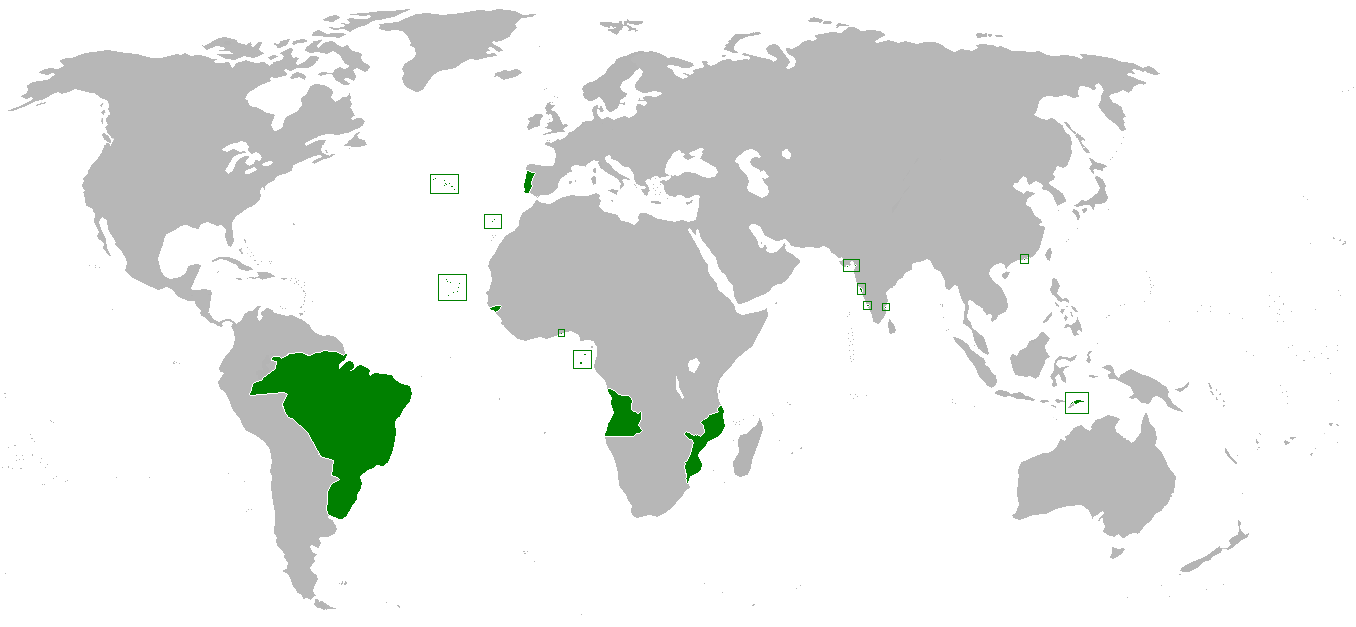
Reino Unido de Portugal, Brasil e Algarves

## Reis do Reino Unido de Portugal, Brasil e Algarves
|  | Nome       | Casa originária | De   | Até | Cônjuge de                       |
|  | ---------- | --------------- | ---- | --- | -------------------------------- |
|  | D. Maria I | Bragança        | 1815 | 1816 | D. Pedro III de Portugal (viúva) |
|  | D. João VI | Bragança        | 1816 | de facto até 1822, e de jure até 1825 (quando reconheceu a independência do Brasil pelo tratado do Rio de Janeiro de 1825) | D. Carlota Joaquina de Bourbon   |